# Gal cisalpí
El gal cisalpí és l'idioma que parlaven els pobles cèltics de les zones del nord de la península Itàlica i del sud de Suïssa, que formaven part del grup dels gals cisalpins, com els ínsubres, els cenomans i els sènons, tots ells d'origen indoeuropeu, descendents de la cultura de Golasecca, que des del segle V va patir la influència cultural dels gals que van envair les regions del nord d'Itàlia.

## Classificació
És molt probable que els gals cisalpins aprenguessin l'art de l'escriptura dels veïns leponcis, adaptant moltes de les seves peculiaritats ortogràfiques i usant el mateix tipus d'alfabet d'origen etrusc. Fins a l'actualitat hi ha relativament poques inscripcions i troballes en la llengua gala cisalpina i moltes d'elles no són més que d'una o dues paraules, entre altres es pot esmentar un monument de pedra trobat a Briona el 1864, i datat al voltant del segle II a. C. que diu: «Tanotaliknoi Kvitos lekatos Anokopokios Setvpokios Esanekoti anarevis'eos tanotalos karnitvs»
El significat d'aquest test s'interpreta com: "Els fills de Dannotalos, el llegat Quintus i Anokmopokios, i Setupokios fill d'Esankedoto, el sapientíssim, posaren aquesta pedra en memòria de Dannotalos". En general es consideren inscripcions en gal cisalpí totes les que es troben a una distància de 50 quilòmetres de la ciutat de Lugano, ja que dins d'aquest radi es creu que fan part del llenguatge lepòntic.
En l'actualitat hi ha un debat en lingüística entre els que creuen que l'insubre és només un dialecte del gal i els que pensen que es tracta d'una evolució històrica del lepòntic. En qualsevol cas, el terme gal cisalpí s'utilitza per fer referència no tant a una sola llengua, sinó a un sistema lingüístic homogeni en contraposició al gal transalpí, és a dir a les llengües celtes parlades més enllà dels Alps.